# Aleksandra Potànina
Aleksandra Víktorovna Potànina va ser una geògrafa i exploradora russa, coneguda per ser una de les primeres dones a ser admesa a la Societat Geogràfica de Rússia. Els viatges més importants de la seva carrera els va fer a l'Àsia central.
El cràter de Venus Potanina va ser batejat en honor d'Aleksandra Potànina.

## Carrera
Estava casada amb l'etnògraf Grigori Potanin, amb qui va realitzar quatre expedicions a l'Àsia central:
- Al nord-oest de Mongòlia (1876-1877)
- Zaisan de la Vall Negra Irtysh (1879-1880)
- Al nord de la Xina, el Tibet i Mongòlia Centra (1884-1886)
- L'estudi de l'altiplà tibetà creuant el desert de Gobi (1892-1893)

Durant la darrera expedició, Potànina va emmalaltir greument i va morir el 19 de setembre de 1893 prop de la ciutat de Zhuo-Hua de camí a Xangai. S'hi construí un monument damunt de la seva tomba.
El treball d'investigació que va realitzar sobre els pobles de l'Àsia central van ser una valuosa contribució a la geografia. Es va convertir en una de les primeres dones admeses a la Societat Geogràfica Russa. El 1887, per la seva obra Buriatia, Aleksandra Potànina va rebre la Gran Medalla d'Or de la Societat Geogràfica Russa.